# Procés Bessemer
El procés Bessemer fou el primer procés industrial amb una despesa assumible per a la producció en massa d'acer a partir de lingot de ferro de primera fusió. El procés deu el nom al seu inventor Henry Bessemer, que registrà la patent l'any 1855. William Kelly el va descobrir de manera independent. El procés també s'havia utilitzat fora d'Europa durant segles, però mai de manera industrial. La clau del principi és l'eliminació de les impureses del ferro per l'oxidació amb aire bufat a través del metall fos. L'oxidació també fa augmentar la temperatura mantenint així el metall en estat fluid. 

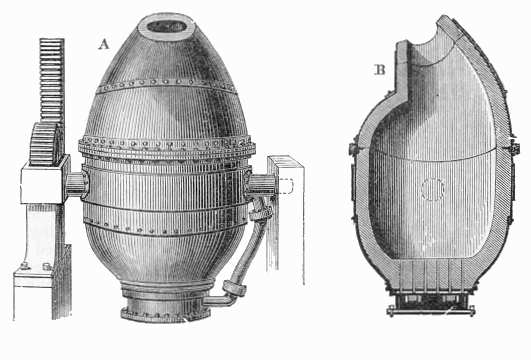
Esquema d'un convertidor Bessemer

## Detalls

### Convertidor Bessemer
El procés té lloc a un gran contenidor oval amb la part interna recoberta d'un material refractari com ara podria ser dolomita. La capacitat dels convertidors era de 8 a 30 tones de ferro fos amb una càrrega d'unes 15 tones. En la part superior del recipient hi ha una obertura a través de la qual el ferro s'introdueix i també és per on el producte final es treu. La part inferior té uns petits orificis anomenats tuyères per on s'injecta l'aire al convertidor. L'aparell està dotat d'un sistema que permet inclinar-lo per facilitar els processos de càrrega i descàrrega.

### Oxidació
El procés d'oxidació elimina les impureses com ara sílice, manganès, carboni en forma d'òxids. Aquests òxids poden escapar com gasos o com escòria sòlida. El recobriment refractari també té un paper important. L'argila s'utilitza al procés conegut com a Bessemer àcid en el qual la matèria primera té baixos continguts en fòsfor. En canvi, la dolomita s'usa en els casos on el contingut de fòsfor és alt, en els Bessemer bàsic. En aquest cas també es poden utilitzar magnesita o pedra calcària. Amb la intenció d'aconseguir un acer amb unes propietats determinades altres substàncies poden ser afegides com ara spiegeleisen, un aliatge ferro-carboni-manganès.

### Control del procés
Quan l'acer requerit ja està format, es vessa en cullerots i després es transfereix dintre dels motlles destriant l'escòria més lleugera. El procés de conversió conegut com a bufat es completa en uns 20 minuts. Durant aquest període el progrés de l'oxidació de les impureses es pot controlar basant-se en l'aparença de la flama que ix per l'orifici del convertidor: l'actual use de mètodes fotoelèctrics de gravació de les característiques de la flama ha ajudat bastant a controlar la qualitat final del producte. Després del bufat, el metall líquid es recarburitza al punt desitjat i nous materials d'aliatge s'afigen, depenent del producte desitjat.

## Importància

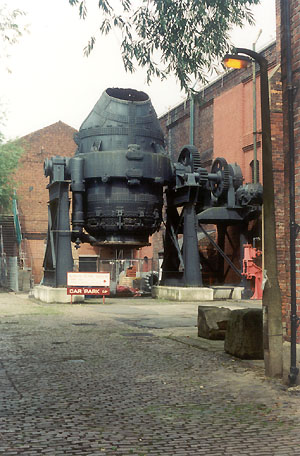
Convertidor Bessemer, Museu de l'illa Kelham, Sheffield, Anglaterra (2002).

El procés Bessemer revolucionà la producció d'acer tot reduint el seu cost, de 40 £ per tona imperial a 6-7 £ durant la seua introducció, a més a més també feu augmentar la quantitat que es podia produir així com la velocitat de fabricació. El procés també feu minvar els requeriments de treball per la producció d'acer. Abans l'acer era massa car per utilitzar-se en la construcció de ponts o com estructura d'edificis i per això el ferro forjat s'havia utilitzat des de la Revolució Industrial. Així doncs el procés Bessemer feu que els preus s'igualaren i molts dels fabricants es decantaren per l'acer. La disponibilitat d'acer barat permeté grans ponts i la construcció de ferrocarrils, gratacels i grans vaixells.
Altres aplicacions de l'acer són derivades de la producció d'aquest en forma de cables, vares i làmines de grans dimensions que facilitaren la fabricació de calderes d'alta pressió. L'obtenció d'aliatges amb elevada resistència mecànica feu possible la fabricació de motors més potents que els que s'havien fabricat fins al moment. Amb grans quantitats d'acer també augmentà la fabricació d'armament, tant d'armes de foc com de vehicles de combat i avions. L'acer industrial també obrí les portes a la concepció de turbines i generadors de grans dimensions tot possibilitant l'aprofitament energètic tant del vapor així com de l'aigua.

## Obsolescència
Als Estats Units s'abandona aquest mètode el 1968. Fou substituïda per processos com el Procés de l'oxigen bàsic (Linz-Donawitz), que oferia millor control de la composició final. El procés Bessemer era tan ràpid que permetia poc temps per l'anàlisi química o l'ajustament dels elements d'aliatge a l'acer. Els convertidors Bessemer no eliminaven el fòsfor eficientment de l'acer fos; com que els minerals baixos en fòsfor eren molt més cars, els costos d'operació s'incrementaven. El procés permetia baixes quantitats de ferralla, augmentant encara més les despeses, ja que aquesta era realment barata. La utilització d'equipaments amb tecnologia d'arc elèctric entra directament en competència amb el procés Bessemer portant-lo a una via morta. Per acabar, remarcar que alguns acers són sensibles al 78% de nitrogen que forma part de l'aire que s'injectava, apareixent així un nou inconvenient per aquesta tecnologia.